# Tour de Berna femení
El Tour de Berna femení (en alemany: Berner Rundfahrt) és una cursa ciclista femenina d'un sol dia que es disputa anualment al cantó de Berna, Suïssa. La primera edició es va disputar el 1979, i igual que la seva homònima masculina se la coneixia anteriorment com a Tour del Nord-oest de Suïssa (en alemany: Nordwestschweizer Rundfahrt), i va mantenir aquest nom fins al 1995.
Va formar part de la Copa del Món de 2006 a 2009.

## Palmarès
| Any                      | Vencedora           | Segona                | Tercera               |
| ------------------------ | ------------------- | --------------------- | --------------------- |
| 1979                     | Jolanda Kalt        | Rosmarie Kurz         | Anita Loosli          |
| 1980                     | Rosmarie Schatzmann |                       |                       |
| 1981-1982 No hi ha cursa |                     |                       |                       |
| 1983                     | Stefania Carmine    |                       |                       |
| 1984                     | Evelyne Müller      | Manuela Wohlgemuth    | Hilde Dobiasch        |
| 1985                     | Sandra Schumacher   |                       | Manuela Wohlgemuth    |
| 1986                     | Evelyne Müller      |                       |                       |
| 1987                     | Edith Schönenberger | Barbara Ganz          | Brigitte Gyr-Gschwend |
| 1988                     | Barbara Ganz        | Edith Schönenberger   | Brigitte Gyr-Gschwend |
| 1989                     | Barbara Ganz        | Edith Schönenberger   | Evelyne Müller        |
| 1990                     | Evelyne Müller      | Luzia Zberg           | Edith Schönenberger   |
| 1991                     | Luzia Zberg         |                       |                       |
| 1992                     | Luzia Zberg         | Karina Skibby         | Barbara Heeb          |
| 1993                     | Katrin Ranger       | Evelyne Müller        | Sandra Schumacher     |
| 1994                     | Nataliya Kyshchuk   | Luzia Zberg           | Alexandra Bähler      |
| 1995                     | Luzia Zberg         | Barbara Heeb          | Marcia Eicher         |
| 1996                     | Karin Möbes         | Barbara Heeb          | Diana Rast            |
| 1997                     | Diana Rast          | Yvonne Schnorf-Wabel  | Natalja Yuganiuk      |
| 1998                     | Chantal Daucourt    | Barbara Heeb          | Nicole Brändli        |
| 1999                     | Marion Brauen       | Diana Rast            | Barbara Del Vai       |
| 2000                     | Noemi Cantele       | Nicole Brändli        | Bettina Schöke        |
| 2001                     | Vera Hohlfeld       | Diana Žiliūtė         | Nicole Brändli        |
| 2002                     | Priska Doppmann     | Jenny Algelid         | Miho Oki              |
| 2003                     | Olivia Gollan       | Nicole Brändli        | Swetlana Bubnenkowa   |
| 2004                     | Fabiana Luperini    | Lyne Bessette         | Karin Thürig          |
| 2005                     | Edita Pučinskaitė   | Monica Holler         | Oenone Wood           |
| 2006                     | Zulfià Zabírova     | Oenone Wood           | Olga Sljussarewa      |
| 2007                     | Edita Pučinskaitė   | Marianne Vos          | Oenone Wood           |
| 2008                     | Susanne Ljungskog   | Judith Arndt          | Mirjam Melchers       |
| 2009                     | Kristin Armstrong   | Marianne Vos          | Trixi Worrack         |
| 2010                     | Sharon Laws         | Polona Batagelj       | Carla Ryan            |
| 2011                     | Pascale Schnider    | Jessica Schneeberger  | Jennifer Hohl         |
| 2012                     | Emma Pooley         | Doris Schweizer       | Jessica Schneeberger  |
| 2013                     | Nicole Hanselmann   | Doris Schweizer       | Mirjam Gysling        |
| 2014                     | Elke Gebhardt       | Vera Koedooder        | Jacqueline Hahn       |
| 2015                     | Doris Schweizer     | Ashleigh Moolman      | Lotta Lepistö         |
| 2016                     | Ashleigh Moolman    | Lotta Lepistö         | Clara Koppenburg      |
| 2017                     | Stephanie Gaumnitz  | Jessica Allen         | Sarah Roy             |
| 2018 No hi ha cursa      |                     |                       |                       |
| 2019                     | Elise Chabbey       | Cecilie Uttrup Ludwig | Jutta Stienen         |
| 2022                     | Annabel Fisher      | Lea Fuchs             | Lara Krähemann        |
| 2020 No hi ha cursa      |                     |                       |                       |
| 2023                     | Lea Fuchs           | Anabel Yapura         | Aline Seitz           |